# Красная Роза
«Красная Роза» — квартал нежилых зданий в Москве районе Хамовники, ограниченный улицами Тимура Фрунзе и Льва Толстого, располагающийся на месте бывшего шёлкового комбината имени Розы Люксембург.

## Усадьба Всеволожских
В XVIII веке на месте квартала «Красной розы» располагалась усадьба Всеволожских.

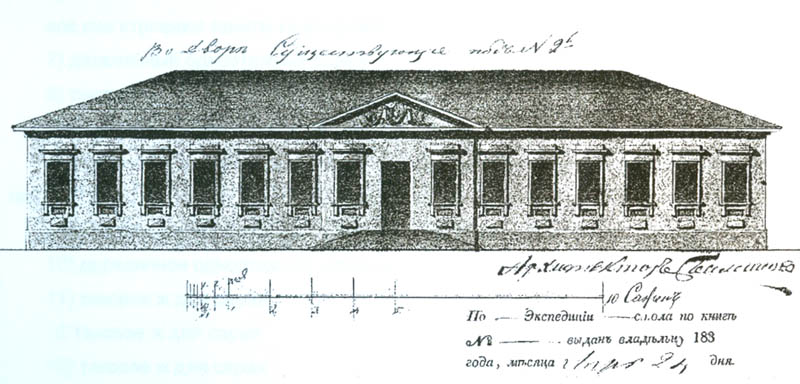
Дом Всеволожских, XVIII век

Н. С. Всеволожский (1772—1857) — историк и библиофил — основал в 1809 году типографию, которую разместил в боковом флигеле этого здания. Это было одно из немногих деревянных строений, которое пережило пожар 1812 года, тогда здесь была резиденция генерала Ж.-Д. Компана и печатались официальные издания наполеоновской армии.
 Главный дом усадьбы сохранялся до середины 2000-х годов, когда памятник был разобран, а в 2008 году заменён муляжом.

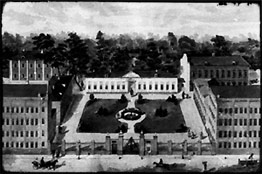
Фабрика «К. О. Жиро»,
конец XIX — начало XX веков

В 1875 году территория вокруг усадьбы, включая её саму, стала принадлежать французскому гражданину из Лиона, купцу московской гильдии Клавдию Осиповичу (Клод-Мари) Жиро, который вместе с другим купцом Алексеем Михайловичем Истоминым начинают активное строительство шёлковой фабрики, ставшей впоследствии самой крупной шёлкоткацкой фабрикой в Российской империи.

## Шёлковая фабрика
Шёлковая фабрика создана в 1875 году французом Клавдием Осиповичем (Клод-Мари) Жиро. Фабрикой владело акционерное общество «К. О. Жиро Сыновья». В 1879 году были установлены 180 ткацких станков и паровая машина. В 1880—90-х годах фабрика реконструирована и значительно расширена. В 1885 и 1896 годах фирма удостоена права изображать государственный герб на своих вывесках, рекламе и прочей продукции. Уже в 1900 году действовало свыше 1700 ткацких станков (преимущественно механические), имелось другое оборудование.
В 1905 году на предприятии работала группа, контактирующая с Московским комитетом РСДРП, тогда же образован «Союз в защиту своего труда», и рабочие с этого места принимали участие в политической стачке, в революции 1905 года. До 1917 года они участвовали ещё в трёх стачках. Рабочие фабрики принимали участие в Октябрьской революции 1917 года.
После революции, в мае 1919 года декретом Советского правительства фабрика «К. О. Жиро Сыновья» была национализирована и С 1929 года комбинат выпускает газету «Челнок». В 1930 году предприятие переименовано в комбинат «Красная Роза» по Розе Люксембург. До 1941 года на предприятии научились изготовлять искусственный шёлк.

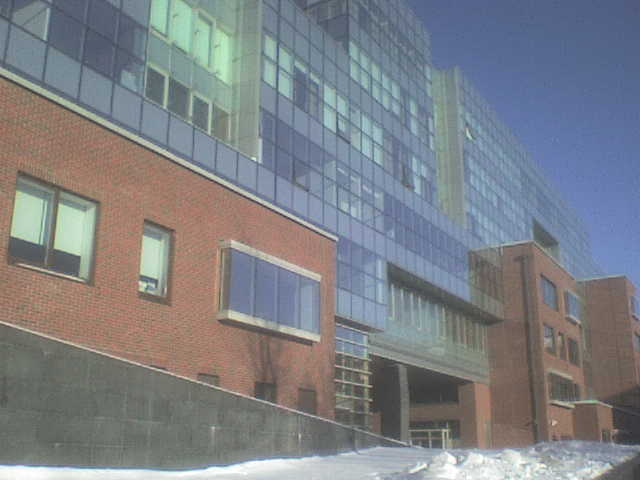
«Морозов» — штаб-квартира «Яндекса», 2010

Во время войны большинство сотрудников воевали: в 1-м полку 5-й дивизии народного ополчения, о чём свидетельствует мемориальная табличка на стене школы № 32; в истребительных батальонах, в отрядах противовоздушной обороны. Комбинат в ту пору снабжал войска парашютными тканями, а после окончания войны предприятие вернулось к освоению новых синтетических волокон.
После 1945 года на комбинате основной упор ставился на изготовление шёлковых тканей из химических волокон. В 1950 году объём выпускаемой продукции составлял 31 миллион тканей. В начале 1970-х образован информационно-вычислительный центр. В 1973 году на комбинате работают 1300 рабочих. В 1973 году выпуск увеличился до 58,5 миллионов тканей. В производство введена автоматизированная система по руководству разработки волокон, установлен станочный сервис. 14 типов шёлковых тканей производилось вместе с Государственным знаком качества. По состоянию на 1979 год из сотрудников комбината было: 1000 ударников, 979 представлены к правительственным наградам, 71 бригада коммунистического труда, 2 цеха коммунистического труда. Среди них Герои Социалистического Труда и лауреаты Государственной Премии СССР ткачихи В. И. Бобкова и Н. Ф. Миновалова.
В 1975 году комбинат награждён орденом Октябрьской Революции. В последние годы существования входил в объединение Роспромшёлк. Закрылся в конце 1990-х гг.

## Деловой квартал
После распада СССР крепкие корпуса фабрики стали экономически интересным объектом для непромышленных целей. Ещё в 1990-е годы инвестиционная компания «Нерль» начала процесс вывода производства, а в 2003 году архитектурная мастерская Сергея Киселёва разработала градостроительную концепцию реорганизации территории. Инвестором выступило ЗАО «Красная Роза 1875» (аффилированная структура компании KR-Properties), а заказчиком — компания «СтройПроект».
Офисные здания, формирующие квартал в XXI веке
1. «Галерея Жиро» — псевдоисторический фасад
2. «Демидов» — исторический фасад
3. «Дом Всеволожских» — псевдоисторический фасад
4. «Клейн» — исторический фасад
5. «Мамонтов» — исторический фасад
6. «Морозов» — современное здание
7. «Рябушинский» — исторический фасад
8. «Савин» — исторический фасад
9. «Строганов» — исторический фасад
10. «Третьяков» — исторический фасад
11. «Флигель» — современное здание